# Zamek Kakegawa
Zamek Kakegawa (jap. 掛川城 Kakegawa-jō) – zamek w mieście Kakegawa w prefekturze Shizuoka. Został niemal całkowicie zniszczony podczas wielkiego trzęsienia ziemi w 1854 roku. W latach 90. XX wieku zamek stał się symbolem regionalnej tożsamości dzięki rekonstrukcji jego głównej wieży (tenshu), przeprowadzonej jako pierwsza w kraju z użyciem tradycyjnych drewnianych konstrukcji, w opozycji do powojennych betonowych odbudów.

## Historia
Budowę zamku rozpoczęto w 1503 roku ale ukończono dopiero w 1621 roku. Zamek został niemal całkowicie zniszczony w wyniku trzęsienia ziemi w 1854 roku. Przetrwała jednak XIX-wieczna rezydencja pana zamku (goten), która w późniejszym okresie służyła jako ratusz miasta Kakegawa.

## Rekonstrukcja
Na początku lat 90. XX wieku, w ramach promowanej przez rząd „ery regionalizmu”, w Kakegawie narodziła się inicjatywa odbudowy zamku jako sposobu na wzmocnienie lokalnej tożsamości. Ówczesny burmistrz, Shinmura Jun’ichi, promował „rozwój miasta z udziałem obywateli” i sprzeciwiał się nadmiernej koncentracji gospodarczej w Tokio. Jego wizją było „odbudowanie pierwszego w kraju autentycznego tenshukaku zbudowanego z drewna”. Kampania ta wyraźnie zestawiała urbanizację napędzaną przez Tokio z „betonem”, a regionalną witalność z „kulturą drewna”.
Główny architekt projektu, Miyakami Shigetaka, krytykował wcześniejsze, żelbetowe rekonstrukcje zamków w Japonii jako pozbawione historycznej autentyczności i wynikające z niewystarczającej wiedzy naukowej. Odbudowa wieży zamku Kakegawa została przeprowadzona z wykorzystaniem tradycyjnych metod ciesielskich, na podstawie historycznych planów.

## Stan obecny
Obszar, który niegdyś zajmował zamek, jest obecnie parkiem publicznym. Na jego terenie, oprócz zrekonstruowanej wieży głównej, znajduje się oryginalna rezydencja pana zamku oraz yagura, która została przeniesiona w to miejsce z innej lokalizacji. Odbudowany zamek jest świadectwem udanej rewitalizacji regionalnej i powrotu do tradycyjnych technik budowlanych.